# Brokenwindowstheorie
De brokenwindowstheorie is een criminologische theorie. De theorie werd geïntroduceerd in 1982 door de sociale wetenschappers James Q. Wilson en George L. Kelling. De theorie stelt dat omgevingen die reeds vervuild zijn, meer vuil aantrekken. Zo zal een appartementsgebouw met een gebroken raam vandalisme aantrekken en zullen er meer ramen sneuvelen. De theorie stelt dat het onderhouden en proper houden van een stedelijke omgeving een preventief effect heeft ten aanzien van kleine misdrijven zoals vandalisme, openbare dronkenschap en belastingontduiking. Het ordelijk houden van de omgeving zorgt er met andere woorden voor dat er orde en tucht heerst. De brokenwindowstheorie is een van de bekendste criminologische theorieën, maar is eveneens het voorwerp van controverse.

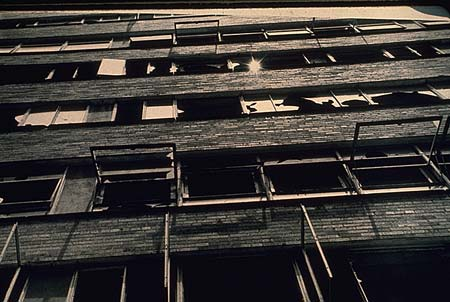
Ingeslagen ruiten in het gefaalde sociale-woningbouwproject Pruitt-Igoe, in Saint Louis, Missouri

Wilson en Kelling introduceerden de brokenwindowstheorie in maart 1982, in The Atlantic Monthly, in een artikel getiteld Broken Windows. De titel is afkomstig van het volgende voorbeeld in het artikel (vertaald uit het Engels):
Neem een gebouw met een paar gebroken ramen. Als de ramen niet gerepareerd worden, zullen vandalen de neiging krijgen er nog een paar in te slaan. Uiteindelijk zullen ze misschien wel in het gebouw inbreken, en – als het leegstaat – het kraken of binnen brandjes gaan stoken. Of neem een trottoir. Er hoopt zich wat zwerfvuil op. Niet veel later nog meer. Uiteindelijk beginnen mensen er zelfs vuilniszakken van afhaalrestaurants neer te zetten of breken ze zelfs auto's open.
De opstellers van de theorie borduurden voort op een experiment uit 1969 van Philip Zimbardo. Hij parkeerde een kennelijk defect achtergelaten auto in de Bronx, New York, en eenzelfde wagen in Palo Alto, Californië. De auto in de Bronx was in 24 uur leeggeroofd en vernield, terwijl die in Palo Alto er na een etmaal nog ongeschonden bijstond. Maar toen Philip Zimbardo zelf begon op deze wagen te rammen, kwamen enkele keurige mannen dadelijk meedoen.
De brokenwindowstheorie werd toegepast bij de misdaadbestrijding in New York na de verkiezing van burgemeester Rudy Giuliani in 1993. Gedurende de jaren 90 werd een nultolerantiebeleid gevoerd teneinde de criminaliteitscijfers te laten dalen.